# Wilhelm Werner
Wilhelm Werner, né le 23 avril 1874 à Grossgarsch (un village près d'Heilbronn) et mort le 9 mars 1947 dans son village natal de Grossgarsch à 72 ans, est un pilote automobile allemand.

## Biographie

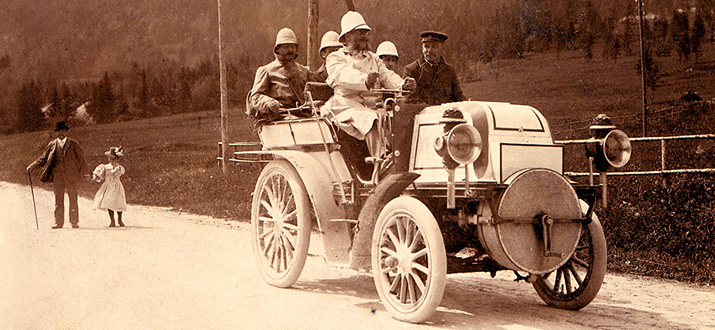
Emil Jellinek, sur Mercedes 35HP.

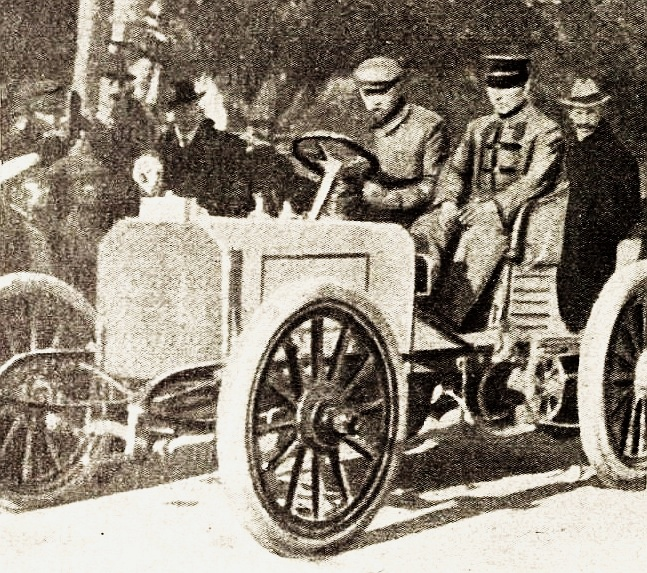
Wilhelm Werner, vainqueur de Nice-Salon-Nice en 1901 sur la 35 hp (1re victoire non française en France).

À compter de 1895 il travaille comme mécanicien chez Daimler-Motoren-Gesellschaft à Cannstatt (un quartier de Stuttgart) durant deux ans, puis il part en Autriche où il est embauché à Vienne par le riche consul Emil Jellinek pour gérer son parc personnel de véhicules, épaulé en-cela l'année suivante par Hermann Braun (en 1898). En 1900 il reste dans la capitale de l'empire, mais il gère désormais les voitures appartenant au Baron Alfred Springer, jusqu'en 1901.
Sa carrière au volant s'étale entre le milieu de l'année 1898 et celui de l'année 1905, uniquement sur véhicules Mercedes.
Dans la course de côte Nice-La Turbie de mars 1902, Jellinek (2e en 1901) place cinq de ses Mercedes 35HP Grand Prix en course. Ses voitures dominent du début à la fin des passages avec un record de vitesse moyenne de 51,4 km/h, en battant le précédent de 31,3 km/h, et de vitesse de pointe à 86 km/h. De tels résultats surclassent aisément ceux de toutes les voitures alors engagées en courses. Le monde automobile en est tellement étonné que Paul Meyan, directeur de l'Automobile Club de France, déclare alors : « Nous sommes entrés dans l'ère Mercedes ».
De 1902 à la fin de sa carrière, Werner conduit pour le riche américain Clarence Gray Dinsmore. En 1903 avec Hermann Braun, il prépare la Mercedes 60HP qui permettra à Camille Jenatzy de remporter la Coupe Gordon Bennett, mais il n'est pas admis la même année comme membre de l'Automobile Club d'Allemagne, composé de Gentlemen drivers.
Après 1905, Werner devient au décès de Dinsmore (au mois de novembre) pour douze années le chauffeur personnel principal, et gestionnaire du parc automobile, de l'empereur Guillaume II (jusqu'en 1917).
Le premier conflit mondial terminé, il travaille pour l'agence Mercedes de Berlin.
Il ne doit pas être confondu avec Christian Werner, lui-même pilote Mercedes quelque vingt ans plus tard.

## Palmarès

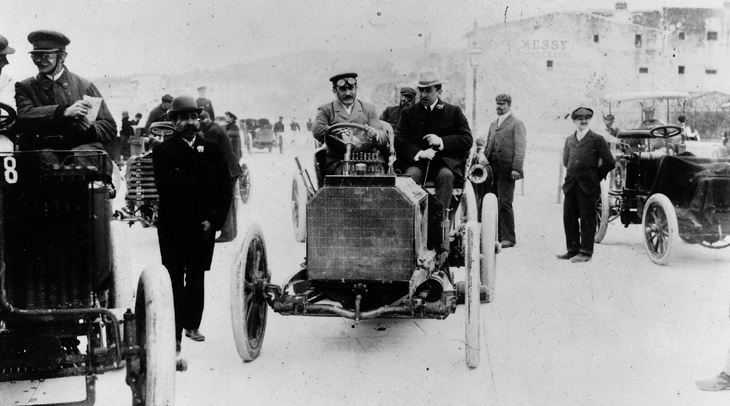
Une Mercedes 40HP en 1902 à Nice-La Turbie (ici celle de Lemaître).

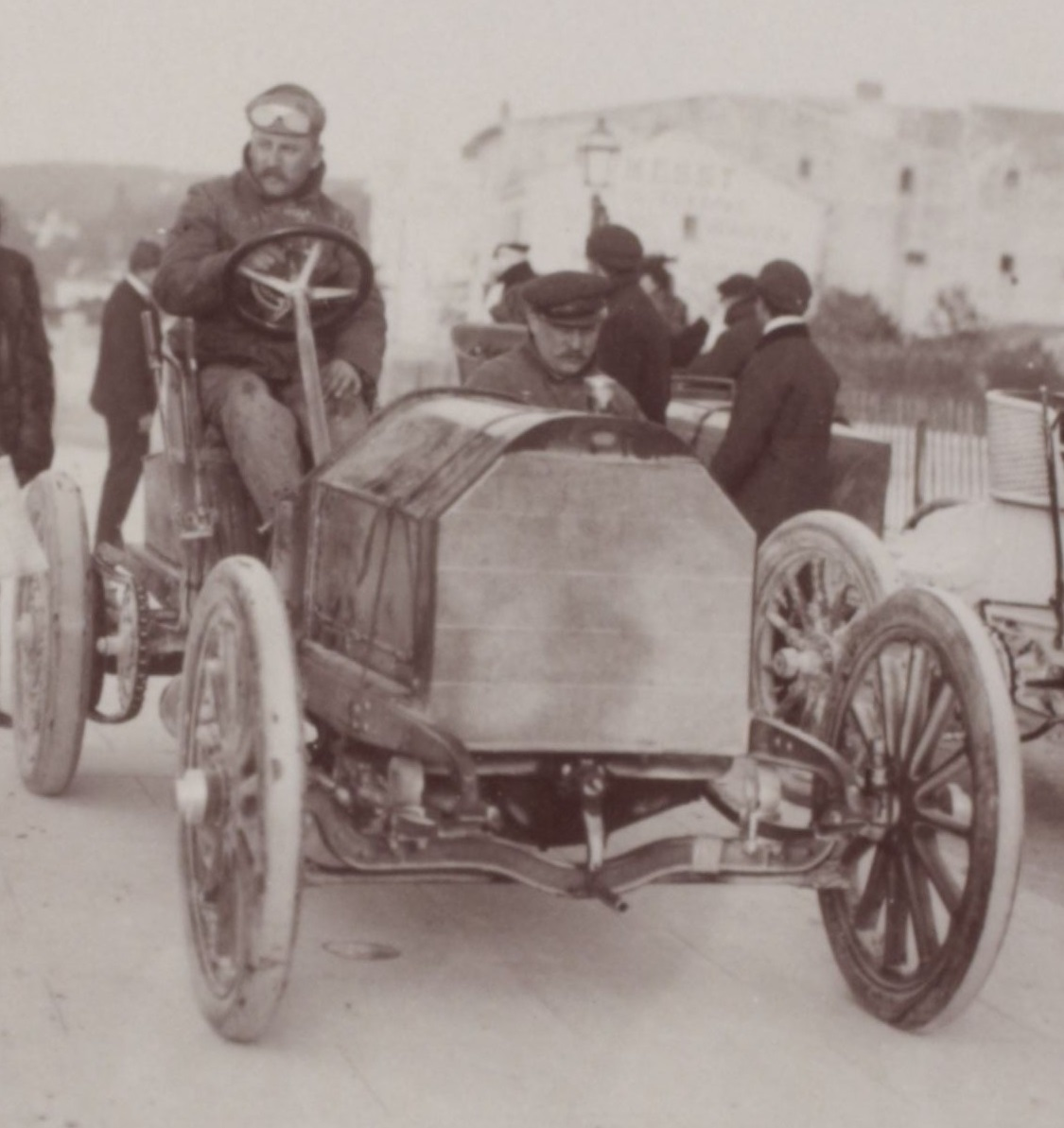
Wilhelm Werner pour la Coupe Roschild à Nice en 1903, lors de la quinzaine automobile.

- Nice-Salon-Nice: 1901 (sur Mercedes 35HP[4]);
- Kilomètre lancé de Nice (toujours à la semaine niçoise): 1901 sa victoire de classe (sur Mercedes 35HP);
- Course de côte Nice - La Turbie[5]: 1901 (sur Mercedes 35HP; 3e en 1902 sur 40HP alors que l'anglais E.T. Stead l'emporte sur le même modèle, et 2e en 1903);
- Circuit de Francfort-sur-le-Main : 1902 (course internationale, sur Mercedes 40HP);
- Course de côte du Semmering : 1902 (sur Mercedes 40HP, près de Vienne);
  - 2e de Nice-Magagnosc (aussi lors d'une semaine niçoise) : 1899 (sur Benz Phoenix (en allemand  Phönix) 5L. d'Henri de Rothschild, vainqueur Jellinek);
  - 2e des 1000 Miles de Castlewellan : 1903 (sur Mercedes, en Irlande);
  - 4e des courses de vitesse de Phoenix Park : 1904 (Irlande);
  - 19e de Paris-Berlin : 1901 (sur Mercedes 35HP de William Turner Dannat);
  - Participation à la coupe Bennett : 1904 (sur Mercedes 90HP, dite la Ninety), et 1905 (sur Mercedes 125HP);
  - Participation à la coupe Vanderbilt : 1904 (sur Mercedes 90HP).